# NGC 5562
NGC 5562 је спирална галаксија у сазвежђу Волар која се налази на NGC листи објеката дубоког неба.
Деклинација објекта је + 10° 15' 48" а ректасцензија 14h 20m 11,0s. Привидна величина (магнитуда) објекта NGC 5562 износи 13,6 а фотографска магнитуда 14,4. NGC 5562 је још познат и под ознакама UGC 9174, MCG 2-37-2, CGCG 75-11, NPM1G +10.0392, PGC 51227.